# Joe Biden
Joseph Robinette Biden, Jr. (IPA: ˈˈd͡ʒəʊzəf ˌrɒbᵻˈnɛt ˈbaɪdən) vagy röviden csak Joe Biden (Scranton, Pennsylvania, 1942. november 20. –) amerikai politikus, az Amerikai Egyesült Államok 46. elnöke, beiktatására 2021. január 20-án került sor. 2009. és 2017. január 20-a között az ország alelnöke volt Barack Obama elnöksége alatt. Jimmy Carter 2024-es halála óta a legidősebb élő amerikai elnök.
Több mint három évtizeden keresztül volt Delaware állam szenátora, mely tisztségre 1972-ben választották meg először. Az évek során hatszor választották újra, míg 2009-ben alelnök nem lett. Elnöke volt a szenátus külügyi és igazságügyi bizottságának, számos kiemelkedő fontosságú törvény fűződik a nevéhez, többek között az általa előterjesztett 1994-es „büntetőjogi törvény”, amit „Biden-törvény” néven is emlegetnek.
Biden az 1988-as és a 2008-as elnökválasztást megelőzően is beszállt pártja előválasztási versengésébe, de végül mindkét alkalommal visszalépett a jelöltségtől. A 2020-as amerikai elnökválasztáson Donald Trump hivatalban lévő elnök ellen indult a Demokrata Párt színeiben, és megnyerte a választást. Alelnöke Kamala Harris, az Egyesült Államok első női alelnöke. Elindult a 2024-es választáson is, de életkora miatt 2024 júliusában visszalépett, alelnökét támogatva.
Elnökként fő céljai a Covid19-pandémia és az azt követő gazdasági válság megoldása volt. Ezek közé tartozott az American Rescue Plan Act, a kétpárti Infrastructure Investment and Jobs Act, illetve az Inflation Reduction Act átjuttatása a kongresszuson. Biden írta alá az azonos neműek házasságát törvénybe iktató javaslatot és visszavonta a DOMA törvényt, ami 1996 óta tiltotta a szövetségi kormánynak, hogy elfogadja az államokban azonos nemű párok között kötött házasságokat. Ő nevezte ki Ketanji Brown Jacksont a Legfelsőbb Bíróságba és visszalépett a párizsi éghajlatvédelmi egyezménybe. Az ő elnöksége idején ért véget az afganisztáni háború, aminek következtében az országban tálib hatalomátvétel történt, illetve Oroszország Ukrajna elleni inváziója során szankciókat vezetett be az oroszok ellen és támogatta Ukrajnát fegyverekkel, illetve segéllyel.

## Élete és pályafutása

### Fiatalkora (1942–1965)
Szülei Catherine Eugenia (Jean) Biden (születési nevén Finnegan) (1917–2010) és Joseph Robinette Biden Sr. (1915–2002). Egy lánytestvére van, Valerie, valamint két fiútestvére, Francis és James. Édesanyja ír felmenőkkel rendelkezett, édesapja szülei (Mary Elizabeth Robinette és Joseph H. Biden) angol, francia és ír felmenőkkel.
A család jómódban élt, míg Biden apja üzleti vállalkozásai sikeresen futottak Scrantonban. Az 1950-es évek gazdasági válsága miatt azonban nem talált munkát, így a család egy ideig Biden anyai nagyszüleinél kényszerült lakni. 1953-ban Wilmingtonba, Delaware államba költöztek, ahol Biden apja használtautó-kereskedéssel foglalkozott.
A claymonti Archmere Középiskolában halfback és wide receiver pozíciókban játszott az iskolai amerikaifutball-csapatban, kimagasló teljesítménnyel, emellett pedig baseballozott is. Nem volt jó tanuló, de tehetsége volt a vezetés iránt, így a középiskolai éveiben osztályelnök volt. 1961-ben érettségizett.

### Jogi egyetemi évei, korai pályafutása (1966–1972)
A newarki Delaware-i Egyetemen az első évben még futballozott, 1965-ben pedig alapdiplomát szerzett történelem és politikatudomány szakon, valamint anglisztika minoron, középszerű (C) minősítéssel.

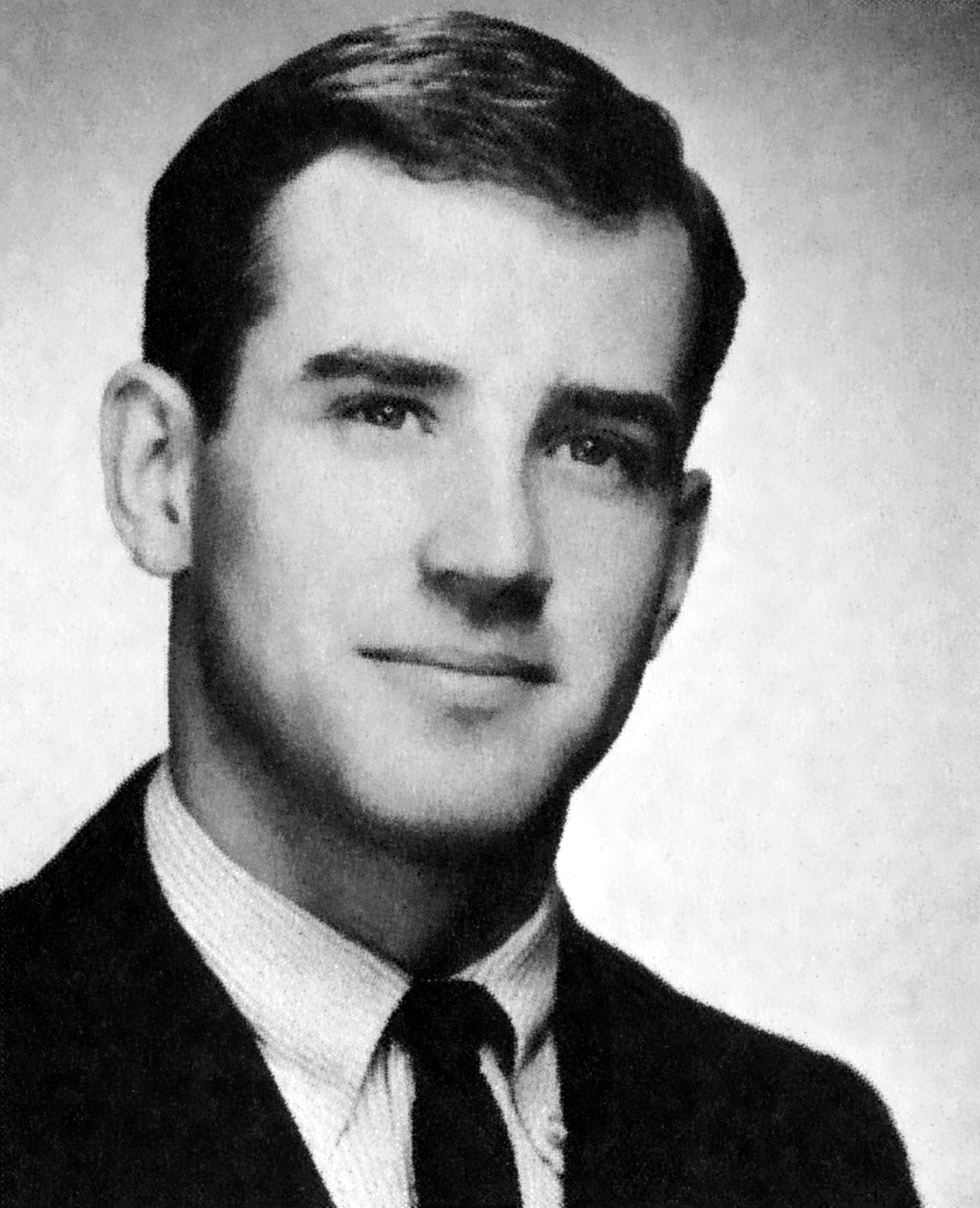
1965-ben

Biden tanulmányait a Syracuse-i Egyetem jogi karán folytatta, ahol 1968-ban diplomázott, majd 1969-ben a delaware-i ügyvédi kamara tagja lett. Elsőéves hallgató korában plágiummal vádolták, amikor egy vizsgán egy 15 oldalas cikkből öt oldalt kimásolt. Végül megengedték neki, hogy a kurzust megismételje.
Diákévei alatt ötször mentették fel a vietnámi katonai szolgálat alól; az utolsót 1968-ban kapta azon az alapon, hogy tizenéves korában asztmában szenvedett.
1968-ban egy wilmingtoni ügyvédi irodánál volt ügyvédjelölt, melynek vezetője a republikánus William Prickett volt. Később úgy nyilatkozott, „republikánusnak vallottam magam”.
Nem értett egyet az akkori delaware-i demokrata kormányzó, Charles L. Terry konzervatív faji politikájával és a liberálisabb nézeteket valló republikánus Russell W. Petersont támogatta, aki 1968-ban legyőzte Terryt. A helyi republikánusok szerették volna soraikban tudni, azonban inkább függetlenként regisztrálta magát, mert nem kedvelte a republikánus elnökjelöltet, Richard Nixont.
1969-ben először kirendelt védőügyvédként dolgozott, majd egy olyan ügyvédi irodánál, amelyet egy helyi aktív demokrata vezetett, aki jelölte Bident a Demokrata Fórumba, melynek célja a párt megreformálása volt. Így Biden demokrata lett. Saját ügyvédi irodát hozott létre egy másik ügyvéddel közösen. A társasági jog azonban nem érdekelte, a büntetőjog pedig nem fizetett jól. Jövedelme kiegészítéseként ingatlankezeléssel foglalkozott.
1969-ben megválasztották New Castle megye megyei tanácsába. 1972-ig volt itt tanácstag, miközben mellette ügyvédként dolgozott.

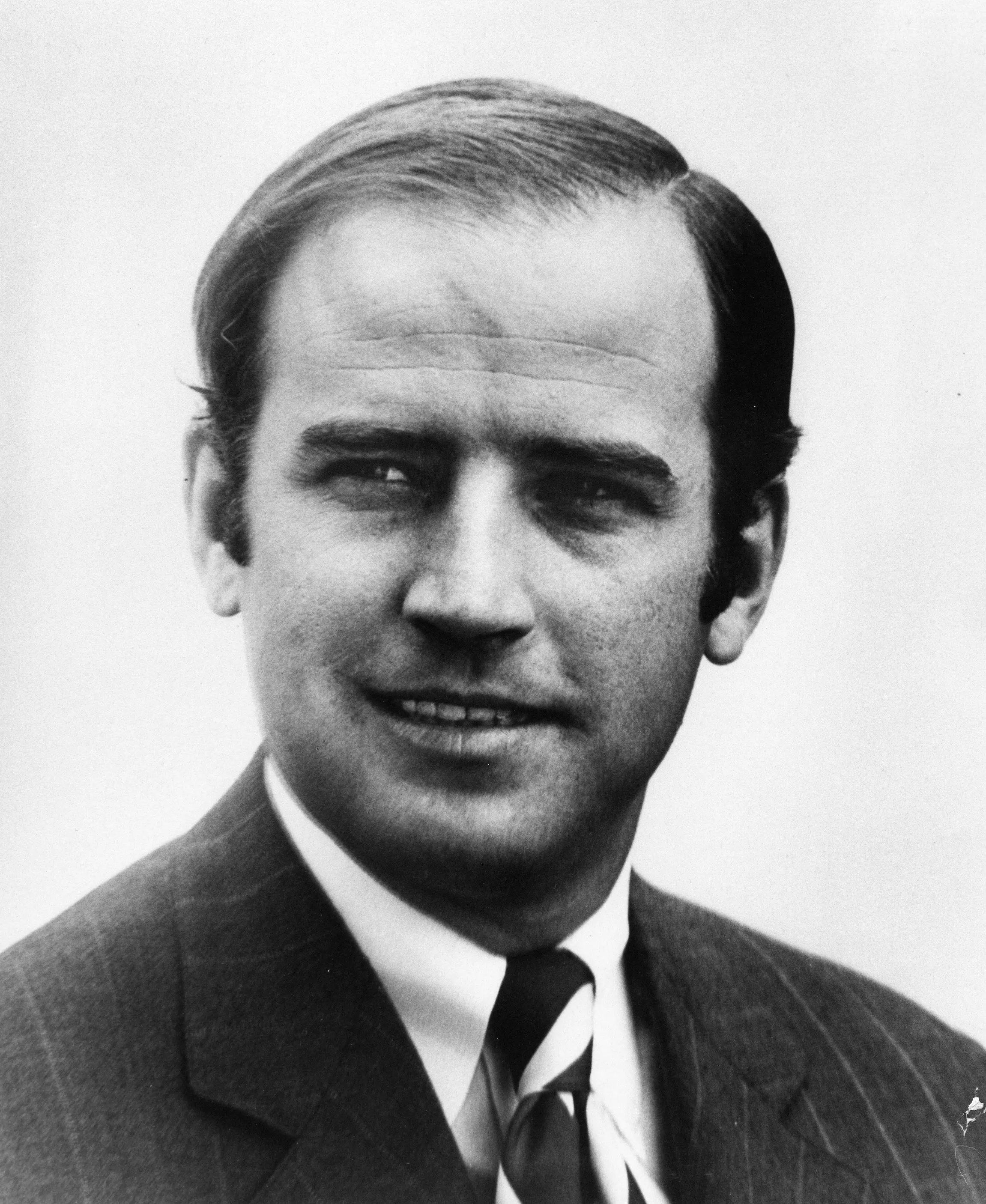
Biden 1973-ban

1972-ben a republikánus J. Caleb Boggs ellen indult a szenátori címért, ő volt az egyetlen demokrata, aki hajlandó volt kiállni ellene. Kampányához alig volt pénze, és nem adtak sok esélyt neki a győzelemre. A kampányban a családja segített, szemtől-szemben találkoztak a szavazókkal és szórólapot osztottak; Delaware állam mérete miatt működhetett ez a hozzáállás. Az AFL–CIO és Patrick Caddell demokrata közvélemény-kutató nyújtott neki némi segítséget. Programja a következő témákra fókuszált: a vietnámi háború megszüntetése, környezetvédelem, polgárjogok, adó- és egészségügyi reform, és az általános változás szükségessége a nép elégedetlensége miatt. A választások előtt pár hónappal még 30 százalékponton állt, de energiájának, vonzó, fiatal családjának és a szavazókhoz való érzelmi viszonyulásának köszönhetően a szavazatok 50,5%-át szerezte meg.
Amikor 1973-ban, harmincéves korában elfoglalta pozícióját Washingtonban, ő volt a hatodik legfiatalabb szenátor az amerikai szenátus történelmében.

### Szenátorként (1973–2009)

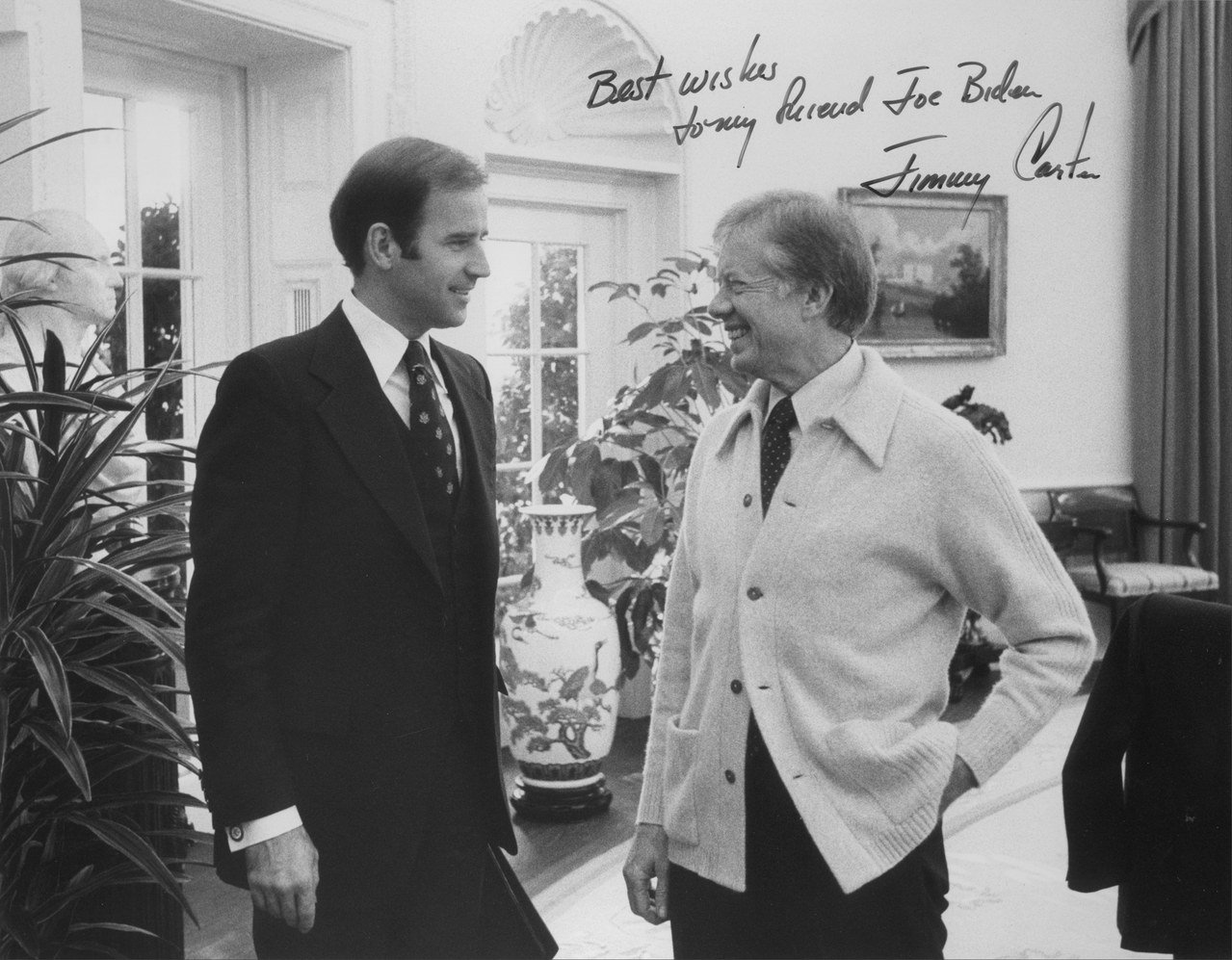
Jimmy Carterrel

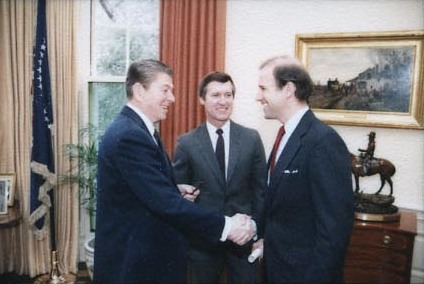
Ronald Reagannel, 1984-ben

Szenátori pályafutása kezdetén Biden a fogyasztóvédelemre és a környezetvédelemre koncentrált, valamint a kormány nagyobb elszámoltathatóságát szorgalmazta. Egy 1974-es interjúban úgy nyilatkozott, hogy liberálisnak tartja magát a polgárjogok, szabadságjogok, az idősek problémái, valamint az egészségügy tekintetében, de konzervatívnak olyan témákban, mint az abortusz vagy a hadkötelezettség terén.
Az 1970-es években Biden először támogatta a deszegregációs buszoztatást, mint az iskolai szegregáció de jure megoldását, később azonban mégis a buszoztatás ellen küzdött éveken át.
Szenátori pályafutása első évtizedében a fegyverzet-ellenőrzésre koncentrált. 1975-ben lett a külügyi bizottság tagja. Miután a kongresszus nem ratifikálta a SALT–2 egyezményt, amelyet 1979-ben Jimmy Carter és Leonyid Brezsnyev írt alá, Biden találkozott Andrej Gromiko külügyminiszterrel, előadta az amerikai aggályokat, és sikerült változásokat kieszközölnie az egyezmény azon kitételeinél, amelyekkel kapcsolatban a külügyi bizottságnak ellenvetései voltak. Amikor a Reagan-kormány tágan kívánta értelmezni az 1972-es SALT–1 egyezményt a csillagháborús terv fejlesztéséhez, Biden az egyezmény szigorú betartása mellett volt. Élesen bírálta George Shultz külügyminisztert, amiért a kormány támogatta Dél-Afrikát, az apartheid-politikájuk ellenére. 1997-ben ellenzéki korelnöke lett a bizottságnak, 2001 és 2003, valamint 2007 és 2009 között pedig az elnöke volt. Általában liberális internacionalista elveket vallott.
Biden 1981 és 1987 között a szenátus igazságügyi bizottságának ellenzéki korelnöke volt, majd 1987 és 1995 között a bizottság elnöki posztját töltötte be. Nevéhez fűződik többek között az 1994-es „büntetőjogi törvény” (Violent Crime Control and Law Enforcement Act of 1994). Ennek része volt többek között a szövetségi automatafegyver-tilalom, amely megtiltotta az automata, illetve félautomata fegyverek polgári célra történő gyártását, ugyanakkor számos kiskaput hagyott a gyártók számára. Ugyanebben a törvénycsomagban kapott helyet a nők elleni erőszakról rendelkező jogszabály is. Utóbbit Biden a legjelentősebb törvényjavaslatának tartja.
Biden indult az 1988-as amerikai elnökválasztáson, ahol eleinte erős jelöltnek számított. Később azonban több botrány is történt a személye körül. Megvádolták, hogy plagizálta a brit Munkáspárt vezetője, Neil Kinnock beszédét, valamint több alkalommal használt fel korábbi beszédeiben is részleteket Robert F. Kennedy, illetve John F. Kennedy és Hubert Humphrey beszédeiből. Nem sokkal később került napvilágra, hogy még a jogi egyetemen forráshivatkozás nélkül idézett egy beadandóban, ami miatt a kurzust meg kellett ismételnie. Azt is felrótták neki, hogy valótlanságokat állított saját magáról, például hogy három diplomát szerzett, hogy ösztöndíjjal végezte a jogi egyetemet, vagy hogy az évfolyam legjobb diákjai közé tartozott. Végül a botrányok miatt Biden 1987. szeptember 23-án visszalépett a jelöltségtől.

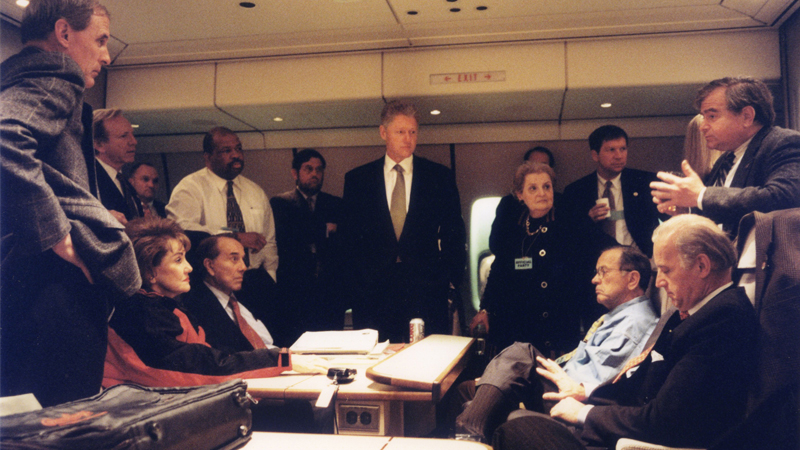
1997-ben az Air Force One fedélzetén Boszniába tartva Bill Clinton kíséretének tagjaként (jobb oldalt elöl)

1993-ban olyan rendelkezésre szavazott, mely összeegyeztethetetlennek mondta ki a homoszexualitást a katonasággal, vagyis tulajdonképpen megtiltotta a homoszexuális egyéneknek a katonai szolgálatot. 1996-ban a házasságvédelmi törvény mellett voksolt, amely megakadályozta a szövetségi kormányt abban, hogy elismerje az azonos neműek házasságát. (A törvényt 2015-ben alkotmányellenesnek ítélték.) Ugyancsak a nevéhez fűződik az úgynevezett „drug czar” intézménye; az informálisan drug czarnak nevezett tisztviselő az, aki koordinálja és felügyeli a nemzeti kábítószer-politikát.
1991-ben ellenezte az öbölháborút, de 2002-ben Irak lerohanása mellett szavazott. Kijelentette, hogy Szaddám Huszein igenis veszélyt jelent az amerikai nemzet számára, tehát nincs más választás, mint a beavatkozás. Később „hibának” nevezte a döntését, de nem sürgette az amerikai kivonulást. Az Irakban szolgáló katonák létszámának emelését 2007-ben nem támogatta.
Tanácsaival segítette az Egyesült Államok katonai segélynyújtását és beavatkozását a boszniai háborúban, politikai karrierjének egyik legnagyobb sikere volt, hogy rá tudta venni Bill Clintont a beavatkozásra. Az 1999-es koszovói háborúban támogatta Jugoszlávia bombázását.
A Monica Lewinsky-botrány idején Bill Clinton javára szavazott, amikor az elnököt alkotmányjogi felelősségre vonás során le akarták váltani.

### 2008-as elnökválasztás

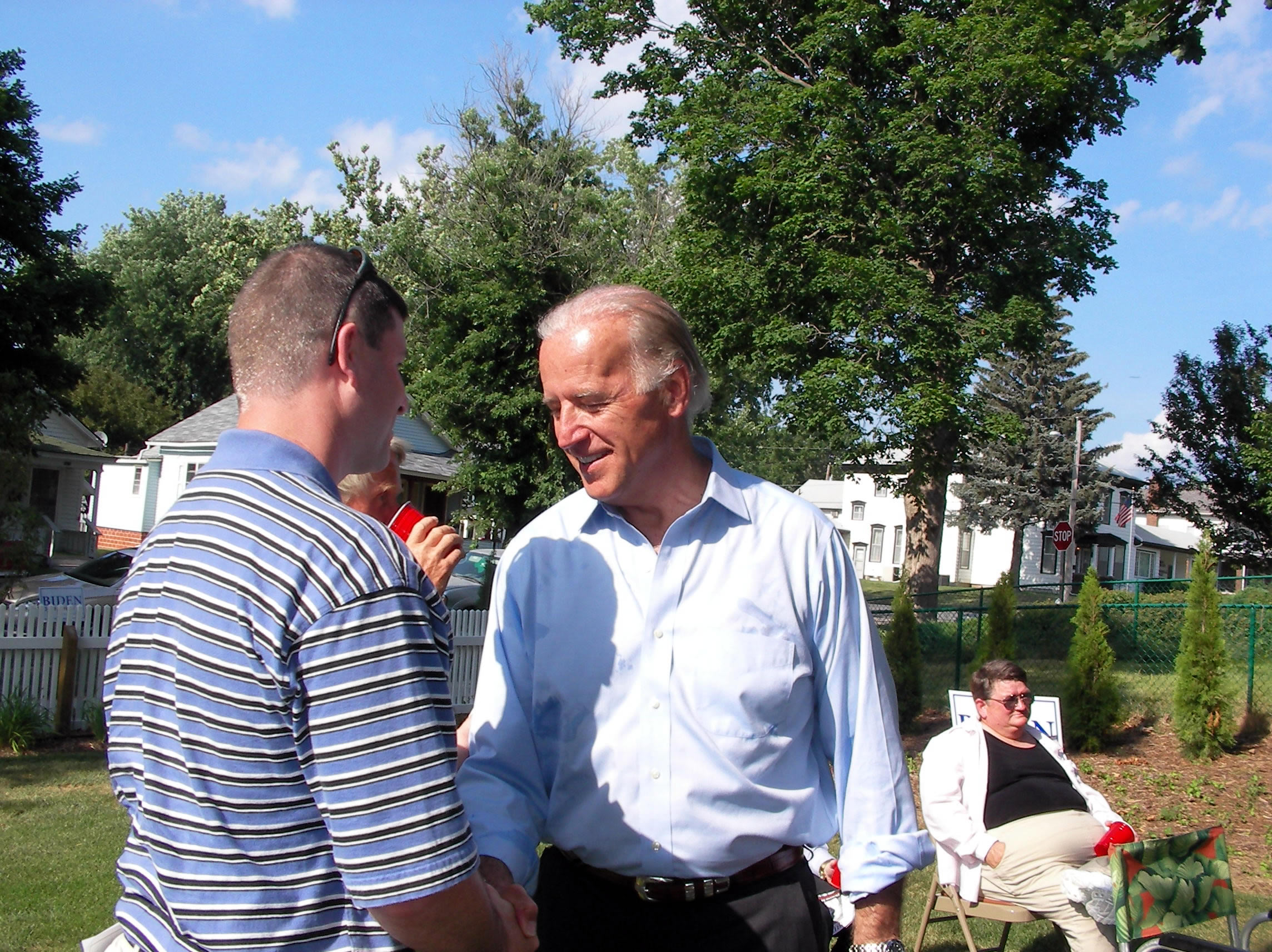
Biden az iowai Crestonban kampányol 2007 júliusában

Biden 1992-ben nem indult az elnökválasztáson, részben azért, mert az öbölháború ellen szavazott, 2004-ben pedig úgy érezte, kevés esélye lett volna a győzelemre, és szenátorként többet tehetett az országért. 2007 januárjában bejelentette indulását a 2008-as választásokon.
Kampánya során az iraki háborúra koncentrált, a szenátusi bizottsági múltjára, valamint a külpolitikában szerzett tapasztalataira. Elutasította a feltételezéseket, hogy külügyminiszteri posztot kaphatna, és kizárólag az elnökségre összpontosított. Biden azzal érvelt, hogy Obama nincs felkészülve, nincs akkora külügyi tapasztalta, mint neki, és nem az elnöki poszton kell „betanulni”. Azt is állította, hogy Obama átvett néhányat az ő külpolitikai ötleteiből.
Biden nehezen tudta finanszírozni a kampányát, nem nagyon sikerült az embereket a gyűléseire csábítania és nem sikerült Obamánál és Hillary Clintonnál nagyobb népszerűségre szert tennie. Egyszer sem tudott két számjegyű százalékot elérni a demokrata jelöltek országos közvélemény-kutatásában. A 2008. január 3-i, első jelölőgyűlésen Iowában csak az ötödik helyet szerezte meg, amit követően visszalépett a jelöltségtől.
Bár Biden kampánya sikertelennek bizonyult, mégis emelte politikai tekintélyét. Megváltozott Biden és Obama kapcsolata is. Bár mindketten tagjai voltak a külpolitikai bizottságnak, nem álltak közel egymáshoz. Bidennek nem tetszett Obama gyors politikai szárnyalása, Obama pedig szócséplőnek és lekezelő modorúnak tartotta Bident. 2007 során jobban megismerték egymást, Obama pedig méltányolta Biden kampánystílusát és a munkásosztálybeli szavazók körében aratott tetszését, míg Biden úgy nyilatkozott, hogy meggyőződött róla, hogy Obama a megfelelő ember a posztra.

### Alelnökként (2009–2017)

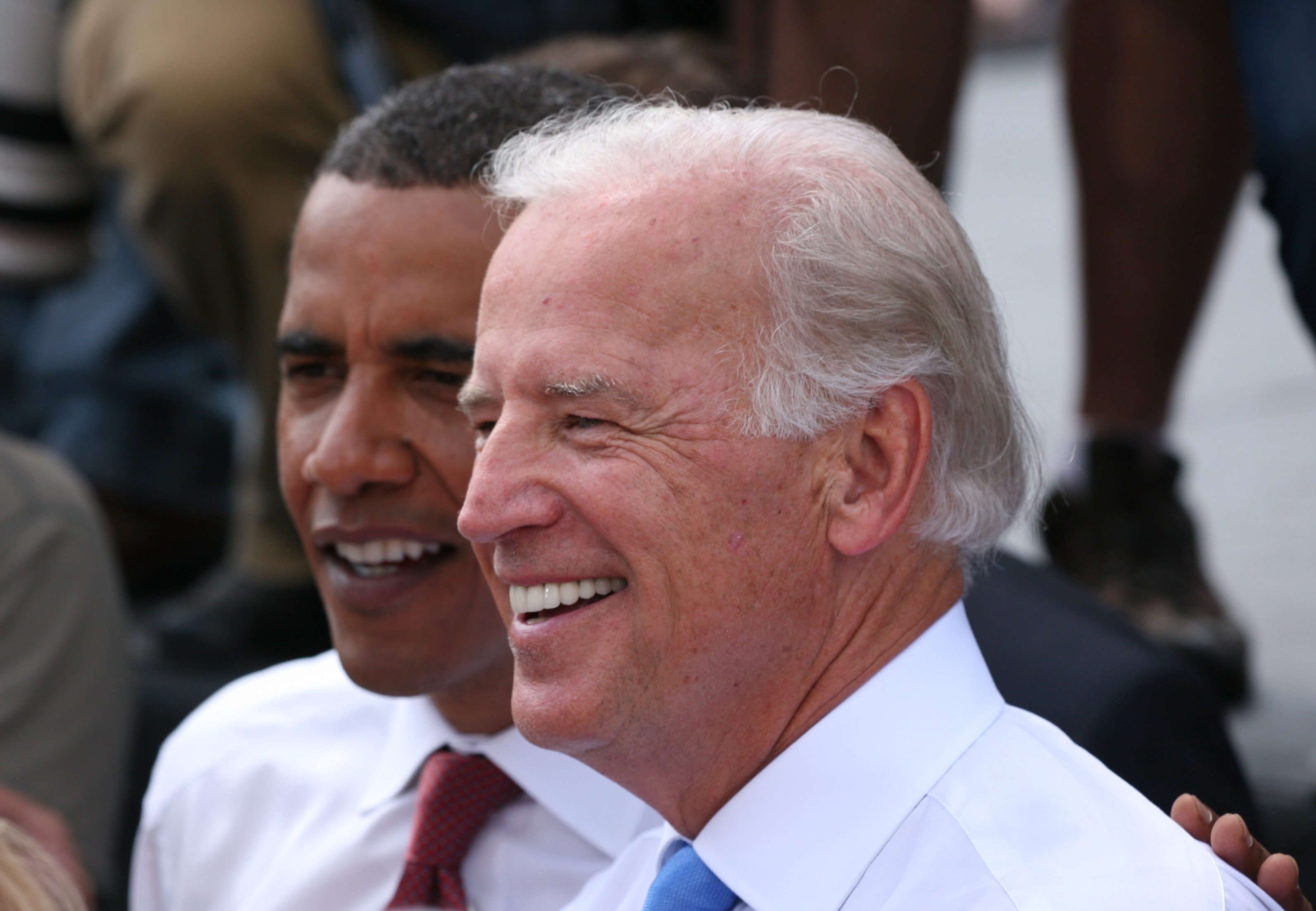
Obamával

#### Első ciklusa
2008. augusztus 25-én fogadta el a Denverben, Colorado állam fővárosában tartott Nemzeti Demokrata Elnökjelölő Kongresszus Barack Obamát mint elnökjelöltet, és Joe Bident mint alelnökjelöltet. A 2008-as választások során 365 elektori szavazattal győztek. Az alelnöki poszt mellett Biden a szenátori posztra is igényt tartott még, meg is választották és 2009. január 6-án megkezdte hetedik ciklusát a szenátusban, mint a legfiatalabb olyan szenátor, akit hétszer is megválasztottak. Január 15-én szavazott a szenátusban utoljára, és még aznap lemondott. Január 20-án az első római katolikus amerikai alelnök lett.
Az Obama-kormányban Biden egyik feladata az iraki kérdés volt, az iraki vezetésnek továbbította az amerikai vezetés elvárásait. Továbbá ő felelt a válságkezelési és refinanszírozási csomag (American Recovery and Reinvestment Act – ARRA) infrastrukturális kiadásainak felügyeletéért, hogy csak olyan projektek kapjanak támogatást, amelyek valóban érdemesek rá. Biden úgy vélte, ebben az időszakban nem volt nagyobb korrupciós ügy ezen a területen, vagy feleslegesen elköltött támogatás, és mire 2011-ben a feladatköre véget ért, a támogatásokkal kapcsolatos csalások száma 1% alatt maradt.
Biden vezetésével sikerült elfogadtatni a szenátussal az Új START (stratégiai fegyverzetcsökkentő) egyezményt. 2010 decemberében Biden az arany középút szószólója volt, és ez, valamint a szenátus kisebbségi vezetőjével, Mitch McConnellel folytatott tárgyalásai meghatározók voltak abban, hogy az Obama-adminisztráció keresztül tudta vinni a kompromisszumos adócsomagját, melyben szerepelt a Bush-féle adócsökkentési terv meghosszabbítása is. A csomagot az adókedvezményekről, a munkanélküliségi biztosítás újbóli engedélyezéséről és a munkahelyteremtésről szóló 2010. évi törvény néven iktatták be.
Az Obama-adminisztráció tagja szerint Biden a Fehér Házban a trendellenes szerepét töltötte be, aki rákényszeríti a többieket arra, hogy megvédjék az álláspontjukat. Rahm Emanuel, a Fehér Ház kabinetfőnöke úgy nyilatkozott, hogy Biden segített a csoportgondolkodás kiküszöbölésében.

#### Újraválasztása

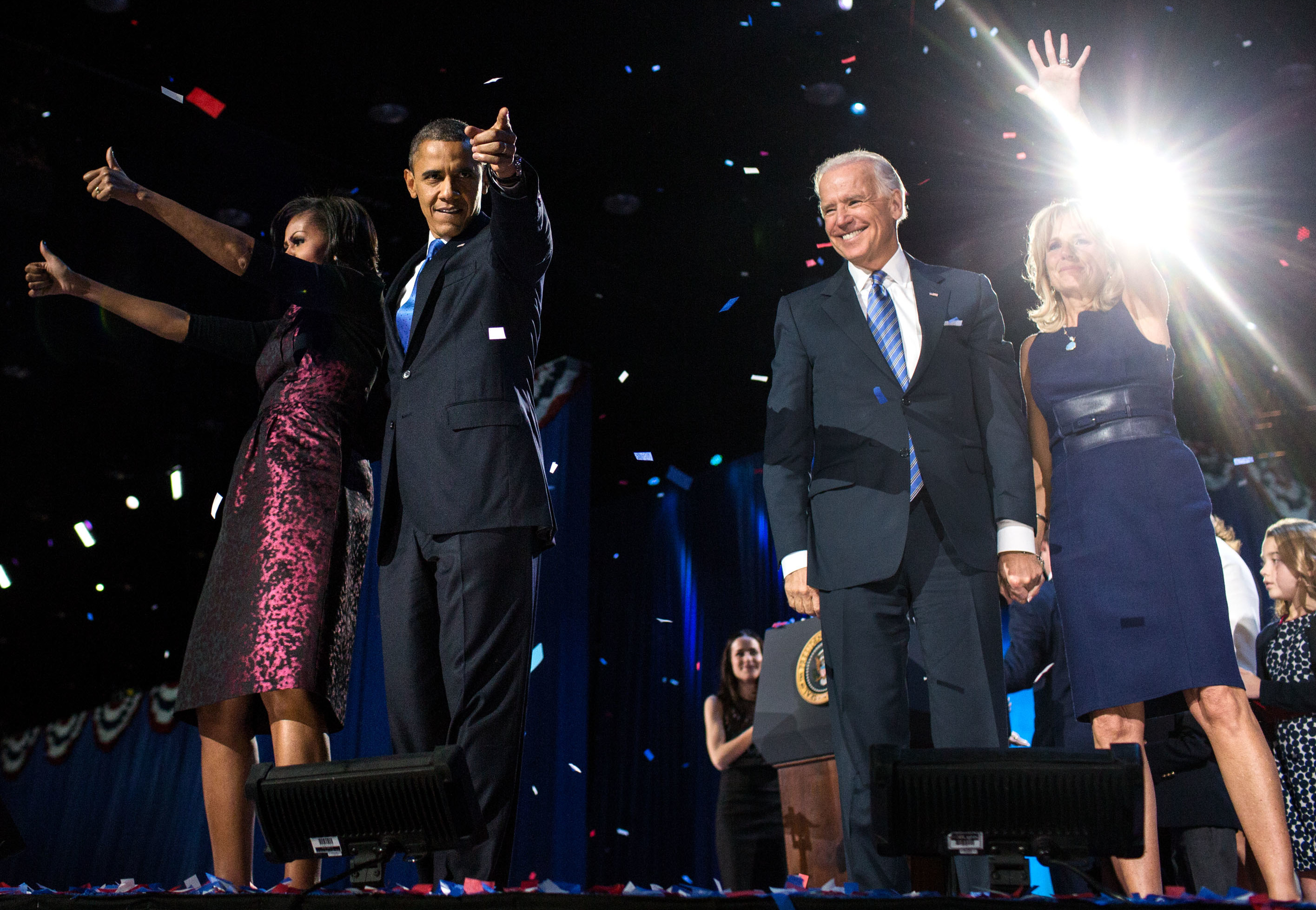
Obama és Biden feleségeikkel az újraválasztást ünneplik

2010 októberében Biden úgy nyilatkozott, hogy Obama felkérte, maradjon az alelnökjelöltje a 2012-es választásokon is,  de Obama csökkenő népszerűségének fényében William M. Daley kabinetfőnök titokban közvélemény- és fókuszcsoport-kutatást végzett arról, hogy mi történne, ha Biden helyett Hillary Clintont jelölnék. Az ötletet elvetették, amikor kiderült, hogy ettől nem javulna jelentősen Obama megítélése, később pedig a Fehér Ház sajtótitkára azt mondta, Obama sosem fontolgatta Biden lecserélését.
2012 májusában Biden kommunikációs hibát vétett, az Obama-adminisztráció jóváhagyása nélkül úgy nyilatkozott, hogy számára teljesen rendben van az azonos neműek házassága, miközben Obama még nem tisztázta a saját álláspontját és csak jóval később akarta bejelenteni az ügy támogatását, stratégiai szempontok miatt. Az incidens azt mutatta, hogy Bidennek gondjai akadnak a kommunikációs fegyelemmel, a Time magazin cikke úgy fogalmazott: Biden „legnagyobb erőssége egyben a legnagyobb gyengesége is”. A Fehér Házon belüli feszült viszonyokon nem nagyon segített, hogy úgy tűnt, Biden anyagi támogatókat gyűjt a 2016-os elnökválasztáson való lehetséges indulására.
Ugyanakkor Obama kampányában Bident továbbra is nagyra értékelték, mint olyan politikust, aki megtalálja a hangot a kiábrándult munkásokkal és vidéki lakosokkal, és sűrűn kellett szerepelnie a kétesélyes államokban (swing states), amikor 2012 tavaszán elkezdődött az újraválasztási kampány. Szeptember 6-án a demokrata konvenció közfelkiáltással választotta meg alelnökjelöltnek. 2012. november 6-án Obamát és Bident újraválasztották.

#### Második ciklusa
A második ciklusban Biden tovább folytatta a mintegy két évtizeddel korábban megkezdett fegyverkorlátozási törekvéseit, különösképp a 2012-es Sandy Hook iskolai lövöldözést követően. Az Obama-adminisztráció további fegyverkorlátozási javaslatokat tett, de nem sikerült elfogadtatnia őket.
2013-ban Biden törvényét a nők elleni erőszakról megújították. Ennek részeként továbbra is működött a Fehér Ház nők és leányok helyzetével foglalkozó tanácsa (White House Council on Women and Girls), valamint 2014 januárjában megalakult a diákokat szexuális zaklatástól védő munkacsoport (White House Task Force to Protect Students from Sexual Assault) is, Valerie Jarrett és Biden társelnökletével.
A külpolitika tekintetében Biden támogatta a szíriai ellenzék felfegyverzését. 2014-ben, Irak szétesésekor újra ráirányult a figyelem a 2006-os, úgynevezett „Biden-Gelb tervre”, mely Irak föderalizációját javasolta, és egyes vélemények szerint Bidennek már akkor igaza volt. Biden többször járt Ukrajnában, 2015 decemberében a parlamentben is beszédet tartott. Szoros kapcsolatot ápolt a latin-amerikai államokkal is, és a második ciklusban külpolitikai fókusza főleg ez a régió volt, alelnöksége alatt 16 alkalommal járt a térségben, többször, mint bármelyik amerikai elnök vagy alelnök.

### 2020-as elnökválasztás

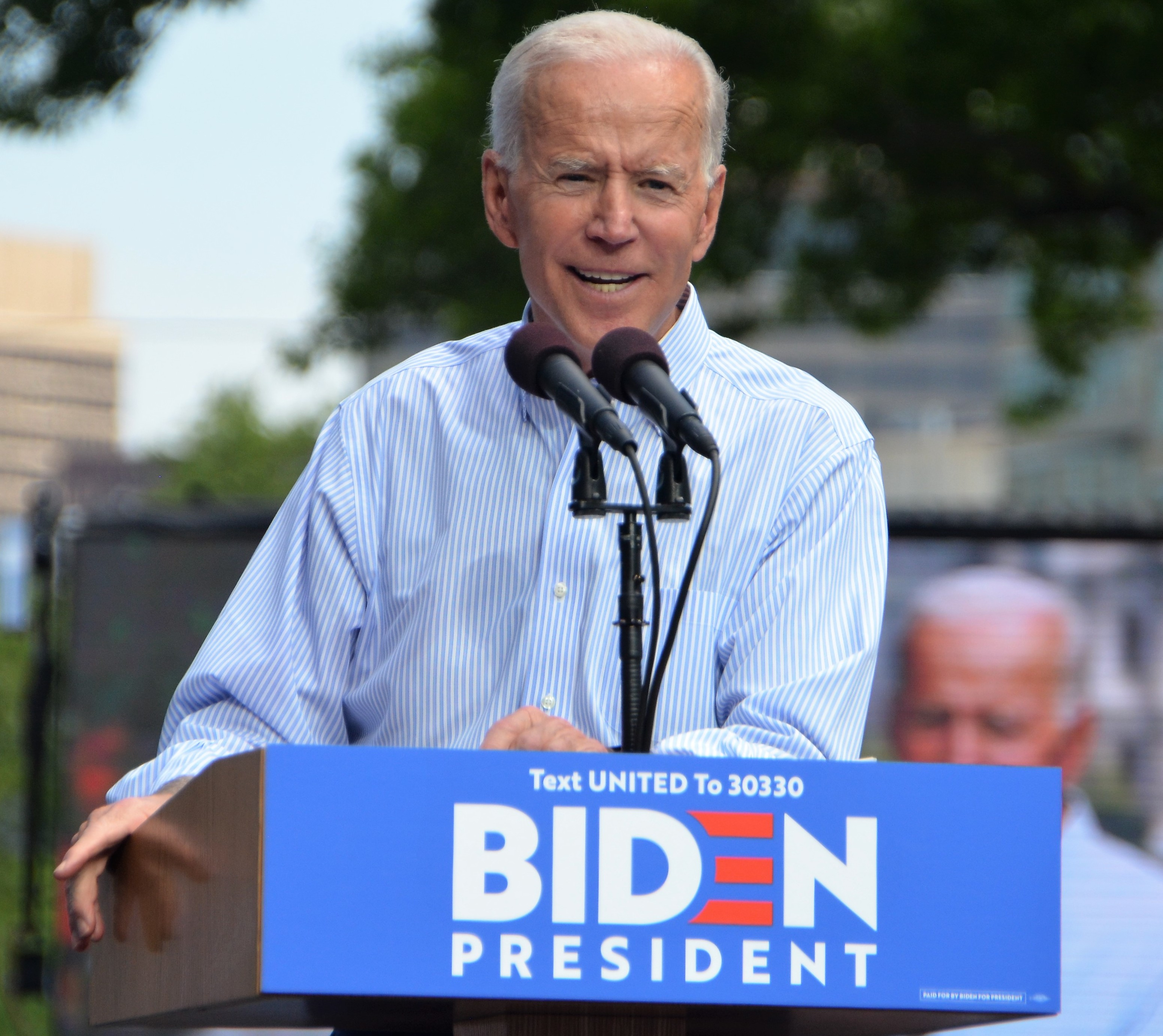
Biden Philadelphiában kampányol 2019 májusában

2016 és 2019 között a sajtóorgánumok gyakran említették Bident 2020-ban várható elnökjelöltként.
A párton belül az első három államban súlyos vereséget szenvedett, így úgy tűnt, elveszti a jelölti posztot, de a március 3-i szuperkeddet fölényesen nyerte. Győzelmét főként a színes bőrű, déli szavazóknak köszönhette; a nyugati államokban (a 38 milliós Kaliforniát is beleértve) ellenfele, Bernie Sanders győzedelmeskedett. Bernie Sanders végül április 8-án bejelentette a kampánytól való visszalépését, így Joe Biden lett Donald Trump elnök demokrata kihívója az elnöki székért.
2020 novemberében végül megnyerte a választásokat alelnökjelöltjével, Kamala Harrisszel, így 2021. január 20-án iktatták be mint az Amerikai Egyesült Államok 46. elnökét. Donald Trump nem ismerte el Biden győzelmét és választási csalásra hivatkozva hosszú ideig nem volt hajlandó átadni a pozícióját. A vitás kérdéseket (a Trump által benyújtott pereket és a szavazatok újraszámlálását, ahol szükséges) december 8-ig kellett eldönteni az egyes államokban, de a bíróság ezeket mind elutasította, december 14-én pedig összeült az elnökválasztó testület, az elektorok leadták szavazataikat, ami alapján 306–232 arányban hivatalosan is Joe Biden lett az USA elnöke 2021-től. Január 6-án a képviselőház és a szenátus közösen megszámlálta a szavazatokat, és az alelnök (Mike Pence) kihirdette a végeredményt. Beiktatását követően Biden az ország legidősebb elnöke lett.

### Elnökként

#### 2021

##### Beiktatás, küzdelem a koronavírus ellen

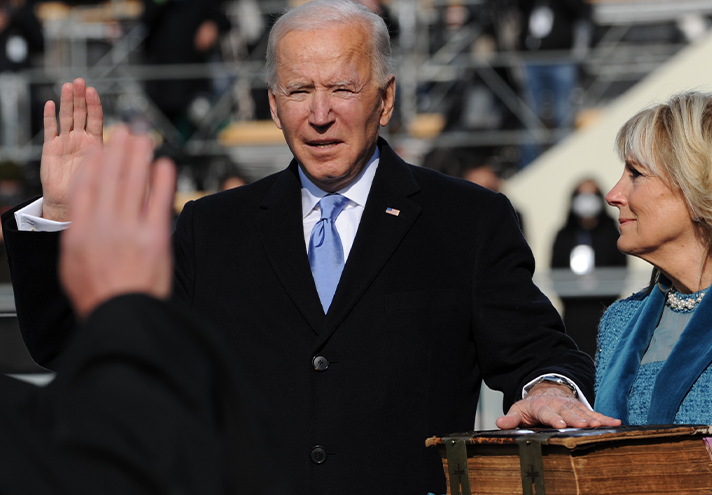
Biden elnöki eskütétele 2021. január 20-án

Joe Bident 2021. január 20-án iktatták be az Egyesült Államok 46. elnökeként. Ő az ország második katolikus vezetője (John F. Kennedy után), az első Delaware-ből és beiktatásakor a legidősebb elnök. A második alelnök, aki nem rögtön korábbi pozíciója után lett elnök. Beiktatása alatt magas szintű volt a biztonsági készültség, a Capitolium ostromát követően. 1869 óta ez volt az első alkalom, hogy az előző elnök távol maradt utódjának beiktatásáról.
Biden beiktatását követően szinte azonnal több rendeletet is aláírt. Többek között visszaléptette országát a párizsi éghajlatvédelmi egyezménybe, moratóriumot hirdetett a kilakoltatásokra és a diákhitel visszafizetésére a koronavírus-járvány idejére, az egyes muszlim országokra vonatkozó beutazási tilalmat eltörölte, a szövetségi intézményekben kötelezővé tette a maszkviselést, leállította a Keystone XL olajvezeték építését. Arról is rendelkezett, hogy az Egyesült Államok újra csatlakozzon az Egészségügyi Világszervezethez. Elnökségének első hónapjában több elnöki végzést írt alá, mint Franklin D. Roosevelt óta bárki. 2021. február 4-én a Biden-adminisztráció bejelentette, hogy az Egyesült Államok megvonja támogatását a szaúdiak által végzett jemeni bombázásoktól. Biden ennek kapcsán úgy nyilatkozott: „ennek a háborúnak véget kell vetni”, és hogy ez a konfliktus „humanitárius és stratégiai katasztrófát” okozott.

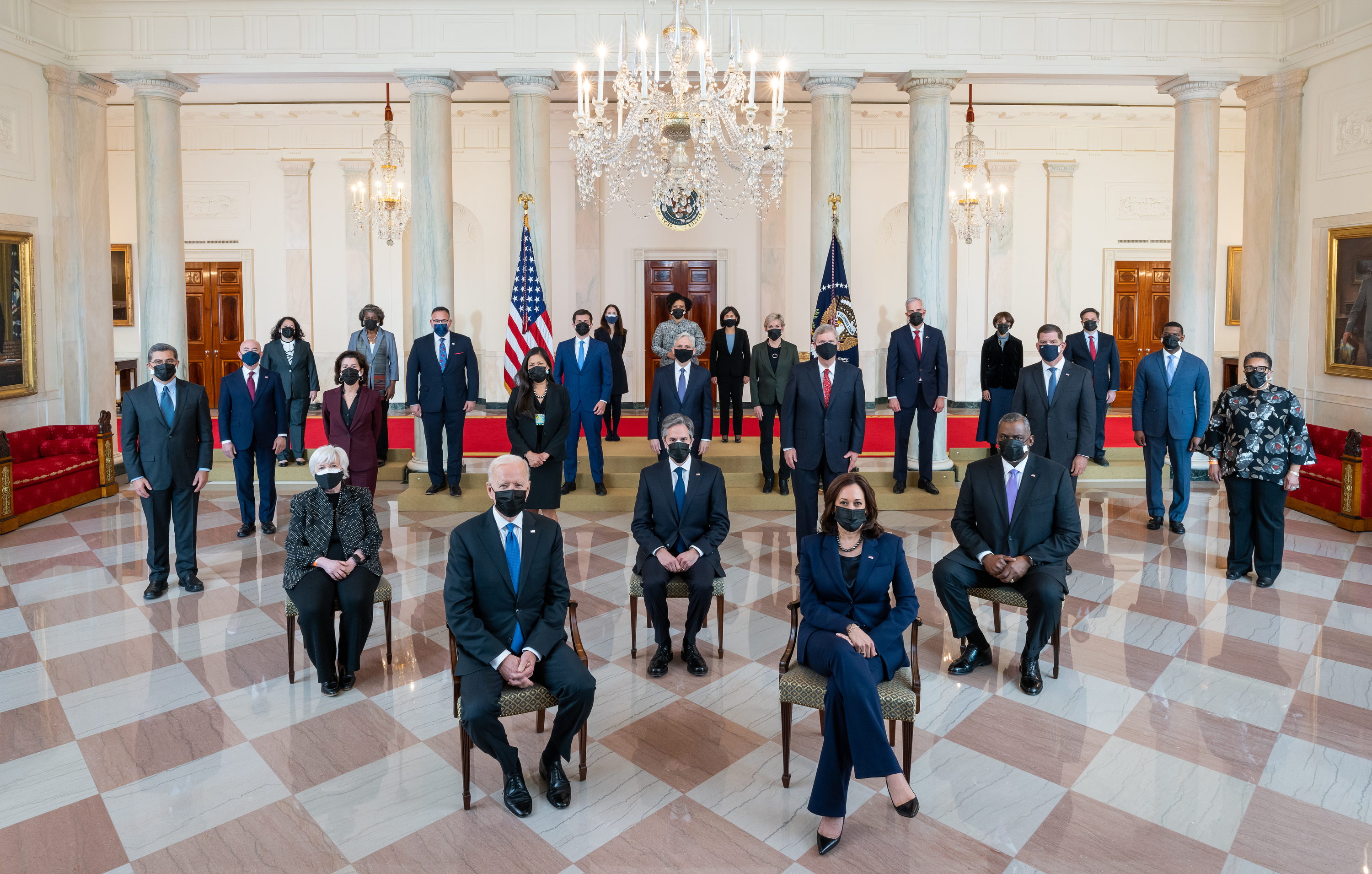
Biden és kabinetje

2021. február 25-én az Egyesült Államok légicsapást hajtott végre Kelet-Szíriában, olyan területek ellen, melyekről úgy gondolták, hogy iráni támogatású milíciák tartják a kezükben. Ezzel ez az első ismert katonai offenzíva, amit Joe Biden elnöksége alatt vittek végbe.
2021. március 6-án a Szenátus elfogadta Biden 1,9 ezer milliárd dolláros koronavírus-mentőcsomagját, melynek lényege, hogy az amerikaiak többsége egyszeri közvetlen juttatásként 1400 dollárt kap, heti 300 dollár munkanélküli segélyt kapnak, akik a pandémia miatt elveszítették a munkájukat, és 350 milliárd dollárral segíti ki a szövetségi kormányzat az államokat és önkormányzatokat, amelyeknek a válság miatt űr keletkezett a költségvetésében.
Ugyanígy márciusban, miután megemelkedett a bevándorlók száma Mexikóból az Egyesült Államokba, Biden felszólította őket, hogy ne próbáljanak meg belépni az országba. Az Egyesült Államok ettől kezdve elvárásnak tekintette, hogy jelentkezzenek menedékre eredeti lakóhelyükön és ameddig ezt a rendszert nem tudják felállítani, addig a felnőtteket deportálják. Biden ezek mellett hozzátette, hogy gyerekeket nem fognak elküldeni.
Április 14-én Biden bejelentette, hogy az Egyesült Államok elhalasztja haderejének kivonását Afganisztánból, szeptember 11-ig, amellyel 20 év után véget ért az ország közvetlen katonai jelenléte Afganisztánban. 2020 februárjában a Trump-kormány megegyezett a tálibokkal, hogy az Egyesült Államok május 1-ig kivonják katonáikat az országból. Biden felülírta tanácsadóit, akik azt javasolták, hogy hagyjanak 2500 katonát az országban, akik békét tartanak a tálibok és az afgán kormány közötti megegyezés idején.
Április 22-én és 23-án Biden egy nemzetközi klímacsúcsot tartott, amelyen bejelentette, hogy 2030-ra az Egyesült Államok 50%–52%-kal fogja visszafogni üvegházhatású gázok kibocsátását. Más országok is megemelték céljaikat.
Április 28-án, elnökségének 100. napján Biden beszédet mondott a Kongresszus előtt, amelyben kiemelte a Covid19-vakcinák hatékonyságát, beszélt az afganisztáni kivonulásról, George Floyd meggyilkolásáról és a Capitolium ostromától, miközben felszólította a Kongresszust, hogy segítség egészségügyi, fegyverviselési és bevándorlási reformját.
2021 májusában, az Izrael–Palesztina-krízis idején kifejezte támogatását Izrael mögött, annak ellenére, hogy több demokrata nem értett vele egyet.

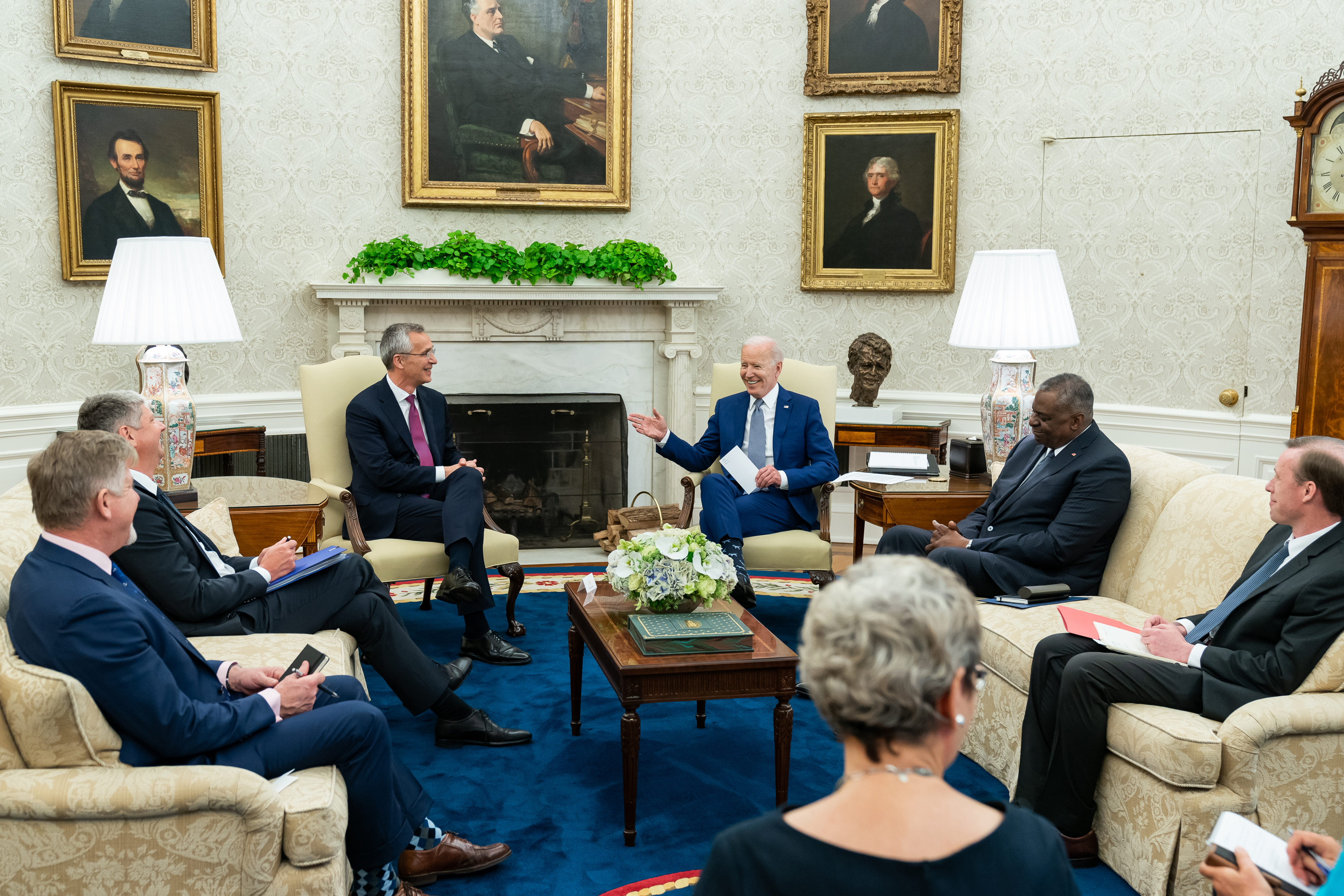
Joe Biden az Ovális Irodában Jens Stoltenberg-rel, a NATO 15. főtitkárával

2021 júniusában Biden megtette első külföldi útját elnökként. Nyolc nap alatt meglátogatta Belgiumot, Svájcot és az Egyesült Királyságot. Részt vett a G7-, a NATO- és az EU-csúcson, illetve találkozott Vlagyimir Putyin orosz elnökkel.
2021. június 17-én szövetségi ünneppé tette a juneteenth emléknapot, amely megemlékezik a rabszolgaság eltörléséről az Egyesült Államokban. 1986, Martin Luther King Jr. születésnapja óta ez volt az első nap, amelyet szövetségi ünnepnek neveztek.

##### Afganisztáni válság

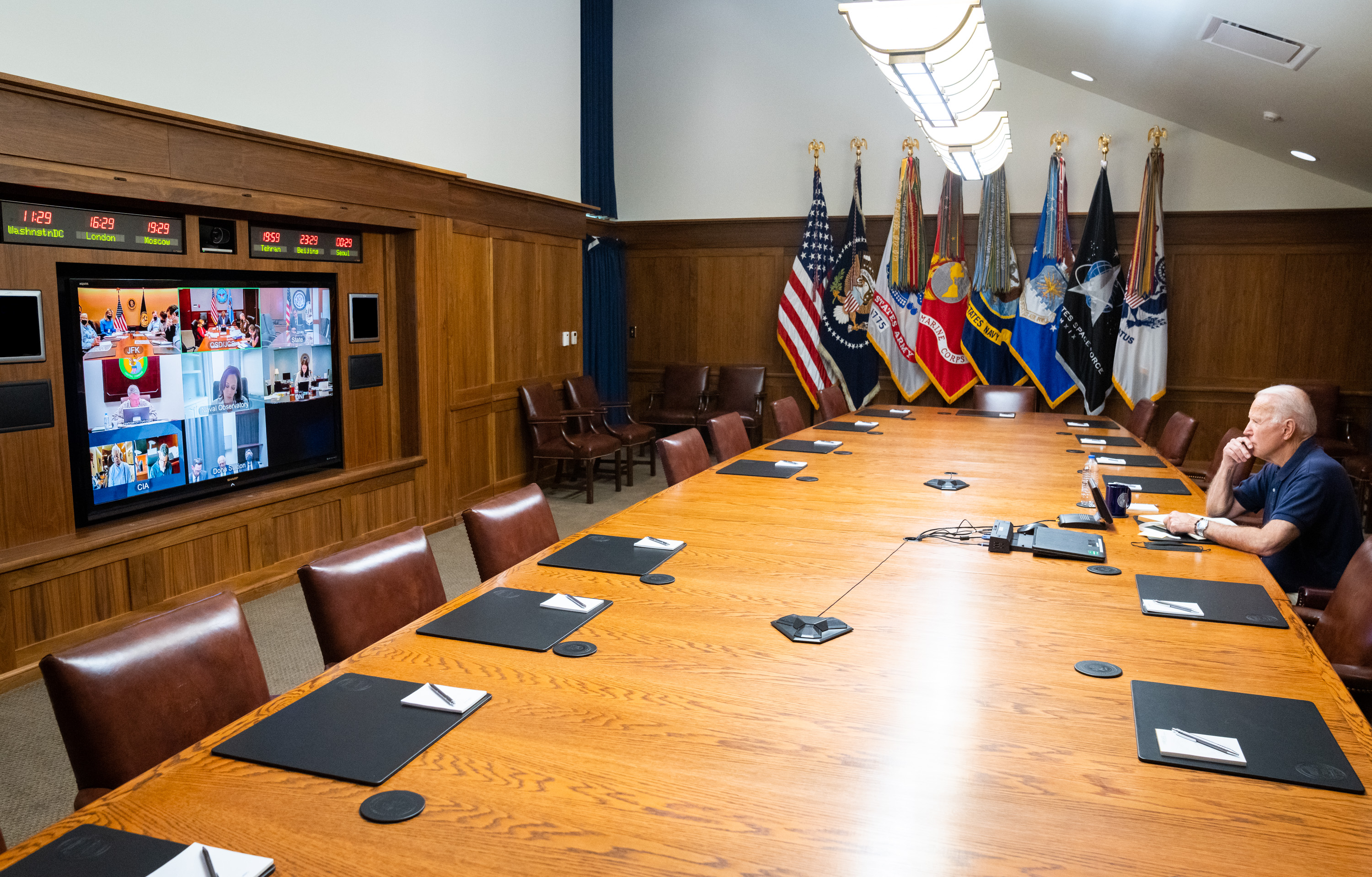
Joe Biden, Kamala Harris és a nemzetbiztonsági tanácsadóik Kabul elfoglalásának idején

2021 júliusának elejére az amerikai hadsereg nagy részét kivonta Afganisztánból, amelyről a következőt nyilatkozta az elnök: „Annak a valószínűsége, hogy a tálibok teljesen lerohanják az országot, eléggé valószínűtlen.” Augusztus 15-én a tálibok támadása alatt összeomlott az afgán kormány, és Asraf Gáni elnök elmenekült. Biden ezt követően 6000 amerikai katonát rendelt a helyszínre, hogy segítség kimenekíteni az országban ragadt amerikaiakat és az afgán szövetségeseiket. Többen is kritizálták a katonák kivonása miatt, kiemelve a kimenekítés rossz megtervezését.
Augusztus 16-án Biden beszélt a helyzetről, felelősséget vállalva érte, és bevallotta, hogy a helyzet „gyorsabban haladt, mint azt vártuk.” Megvédte a döntését, hogy kivonja a hadsereget az ázsiai országból, azt nyilatkozta, hogy nincs szükség arra, hogy amerikaiak „meghaljanak egy háborúban, amelyet az afgán haderő nem akar maga megküzdeni,” tekintve, hogy „az afgán hadsereg összeomlott, gyakran bármiféle ellenállás nélkül.” A lassú evakuációt részben az afgán kormány hibájának nevezte, akik nem akarták, hogy ez gyengének, bizonytalannak tüntesse fel őket a tálibok elleni küzdelemben.
Augusztus 22-én Biden azt mondta, hogy kormánya tudja, hogy van esély rá, hogy terroristák ki fogják használni a szituációt Afganisztánban, kiemelve az ISIS-K-t, mint a veszély fő forrása. Augusztus 26-án egy öngyilkos merénylő felrobbantott egy bombát a Kabuli nemzetközi repülőtéren, megölve 13 amerikai katonát és 169 afgán civilt. Biden azt nyilatkozta, hogy le fogják vadászni az elkövetőket és meg fognak fizetni tettükért. Másnap egy amerikai dróntámadásban megöltek két ISIS-K-tagot, akik a támadás fő tervezői voltak.
Az amerikai hadsereg utolsó tagja augusztus 30-án hagyta el Afganisztánt, Biden kiemelte, hogy az evakuációs program nagy siker volt. Tizenöt nap alatt 120 ezer amerikait, afgánt és szövetségest mentettek ki az országból. Ezek mellett elismerte, hogy legalább 100 amerikai az országban maradt, aki el akarta hagyni Afganisztánt, annak ellenére, hogy Biden augusztus 18-án azt mondta, hogy addig nem távoznak, míg mindenkit ki nem mentettek. A Biden-kormány azt nyilatkozta, hogy a tálibok megígérték, hogy bárki, akinek van utazási engedélye ezekből az országokból, továbbra is elhagyhatja majd Afganisztánt.

##### Klímapolitika
2021 augusztusában a Biden-kormány létrehozott egy kétpárti infrastruktúra törvénytervezetet és egy 3.5 billió dolláros összeegyezési javaslatot. Chuck Schumer szenátusi többségi vezető irodája szerint ezek a törvények 2030-ra 45%-kal lecsökkenthetnék az Egyesült Államok üvegházhatású gázkibocsátását. Ezek a javaslatok tartalmaztak adócsökkentéseket, amelyek a megújuló energiaforrások és elektromos autók használatára ösztönöztek, illetve büntették a magas metánkibocsátást. Egy Schumer által küldött levél szerint, ha ezeket állami szinten betartják, az ország 2030-ra 50%-kal tudná csökkenteni kibocsátásait. Ez megegyezik a 2021-es Vezetői Klímacsúcs céljaival. A Marylandi Egyetem független kutatásai szerint ez a cél elérhető a tervezetekkel.
A cél ezek mellett kulcsfontosságú a zéró nettó kibocsátás 2050-es eléréséhez.
Az összeegyezési javaslatról szeptemberben is folytatódtak a viták. A tervezetben vannak természeti katasztrófa megelőző kifizetések és újjáépítési támogatások is. Néhány republikánus kritizálta Bident, hogy klímaváltozási problémákra költ pénzt, de Garret Graves, aki egy louisianai republikánus képviselő, és kinek államában nagy károkat okozott az Ida hurrikán, támogatta a költekezést.
Szeptember elején Biden adott egy beszédet, amelyben kiemelte, hogy a klímaváltozás nagy károkat okozott az Egyesült Államokban, illetve, hogy az extrém időjárás érintette a lakosság egyharmadát. Megemlítette a klímaváltozás befolyását a hurrikánokon, erdőtüzeken, tengerszint-emelkedéseken és betegségeken. Elmondta, hogy a teljes népességre hatással van a klímaváltozás, tekintve, hogy a nyugati erődtüzek füstje eléri a keleti partot is és százemeletes felhőkarcolók elkezdtek megdőlni áradások és talajvízváltozások következtében. Kiemelte a két javaslat fontosságát a klímaváltozás elleni küzdelemben.
Ahogy a 2021-es ENSZ Klímaváltozási Konferencia közeledett, Biden országosan is nemzetközileg is elkezdett több erőfeszítést beleölni a projektbe. Az volt a célja, hogy az Egyesült Államok és az Európai Unió egyharmaddal csökkentse metánkibocsátását 2030-ra és több tíz országot is megpróbált bevonni az egyezménybe. Megpróbálta meggyőzni Kínát és Ausztráliát, hogy tegyenek többet a cél érdekében. Összehívott egy online megbeszélést, ahol nyomást helyezett más országokra, hogy változtassák meg klímapolitikájukat.

### 2024-es elnökválasztás
2023. április 25-én hivatalosan is bejelentette, hogy 2024-ben ismét indul az elnökjelöltségért, alelnökjelöltje pedig ezúttal is Kamala Harris lesz. Kampányának szlogenje: „Fejezzük be a megkezdett munkát!” Ugyan a párt feltételezett jelöltje lett 2024 elején, júliusban úgy döntött, hogy visszalép a jelöltségtől, miután egyre nagyobb nyomást helyezett rá a párt vezetősége, hogy adja át egy fiatalabb jelöltnek a lehetőséget.

### A választás után
2024 december 1-én − korábbi ígéretei ellenére − kegyelmet adott fiának, Hunter Bidennek, akit adócsalás és jogosulatlan fegyverbirtoklás miatt ítéltek el, beleértve 2014. január 1-ig visszamenőleg minden esetleges szövetségi bűncselekményt.
Biden 2024 decemberében kegyelmet adott 39 személynek, akiket a Covid19-pandémia közben házi őrizetbe helyeztek át, és törölte további 1499 személy büntetését, akiket nem erőszakos bűncselekményért ítéltek el. Ezek közé tartozott Michael Conahan pennsylvaniai bíró is, akit 2011-ben 17 év börtönbüntetésre ítélték, miután egy másik bíróval, Mark Ciavarellával együtt bűnösnek találták vesztegetés miatt. A két bíró 2,8 millió dollár kenőpénzt fogadott el azért cserébe, hogy több mint 2300 gyermeket – köztük olyan fiatalokat is, akik mindössze nyolcévesek voltak – magántulajdonban lévő ifjúsági javítóintézetbe küldjenek. Conahan 2020-ban szabadult börtönből a Covid19-pandémia miatt, házi őrizete 2026-ban járt volna le. Később a hónapban a negyven halálbüntetésre váró szövetségi bűnözőből harminchétnek életfogytiglanra változtatta büntetését, mivel az elvárások szerint Trump tervezte visszahozni a halálbüntetések kivitelezését szővetségi szinten. A halálsoron lévők között volt Thomas Steven Sanders, aki elrabolt és meggyilkolt egy 12 éves lányt, valamint Richard Allen Jackson, aki elrabolt, megerőszakolt, majd meggyilkolt egy 22 éves nőt. A három személy, akiknek a büntetését nem változtatta meg, a 2013-as bostoni robbantás és két templomban történt lövöldözés elkövetői voltak.

## Magánélete

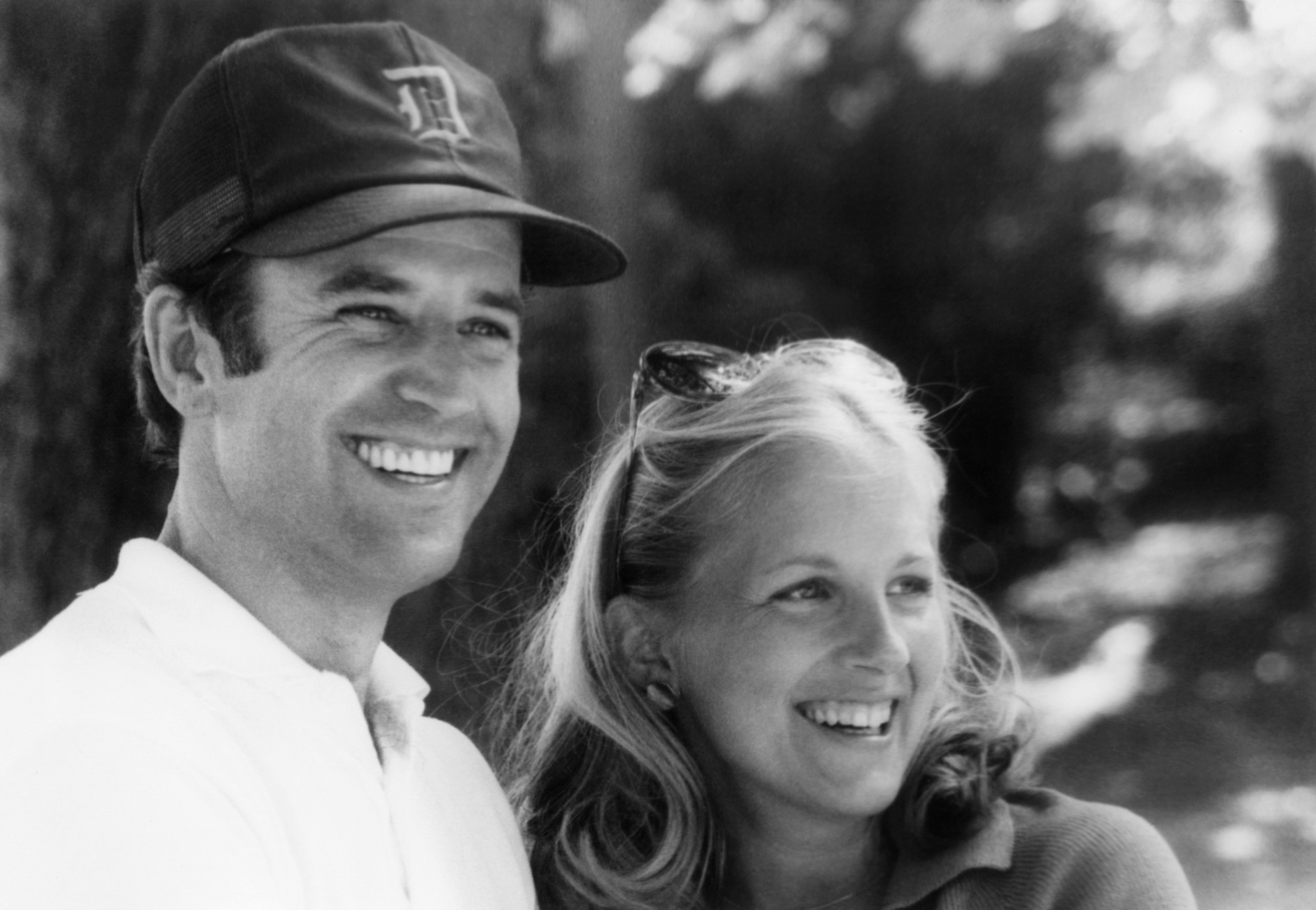
Biden és második felesége, Jill az 1970-es években

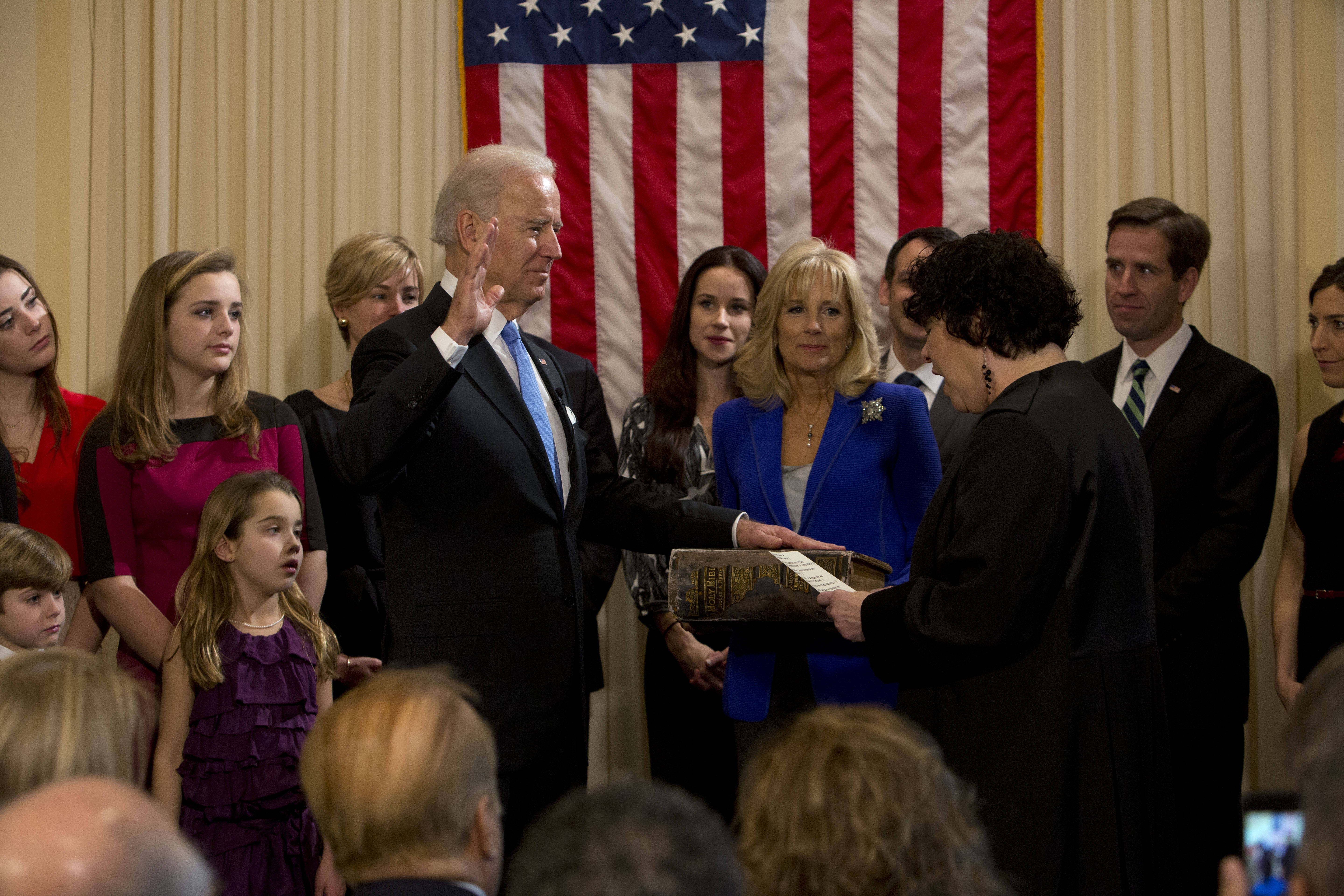
Biden és családja a 2013-as alelnöki beiktatáson

1966-ban feleségül vette Neilia Huntert (1942–1972), bár a nő szülei eleinte ellenezték kapcsolatukat Biden római katolikus vallása miatt. A New York állambeli Skaneatelesben tartották az esküvőt katolikus templomban. Három gyermekük született, Beau (1969–2015), Hunter (1970–) és Naomi Christina „Amy” (1971–1972).
Amikor 1972. december 18-án felesége a három gyerekkel vásárolni ment, egy utcakereszteződésnél egy teherkocsi beléjük rohant, és az anya egyéves kislányával együtt meghalt. A két fiú, Beau és Hunter, megsérült, de mindketten felépültek. Biden fontolóra vette, hogy lemond szenátori pozíciójáról, hogy a fiaival foglalkozhasson, de Mike Mansfield, a szenátusi többség vezetője meggyőzte, hogy ne tegye.
Hivatala elfoglalása után, hogy fiait minden nap láthassa, Biden minden nap vonattal utazott haza Washingtonból; egy irányban 90 perc volt az út. Ezt a szokását 36 éves szenátori pályafutása során végig megtartotta. Ugyanakkor a baleset miatt dühös volt, és megingott vallásában is, nehezen tudott a munkájára koncentrálni.
1975-ben ismerte meg második feleségét, Jill Tracy Jacobst egy vakrandin, amit Biden bátyja szervezett. 1977. június 17-én házasodtak össze New Yorkban. Közös lányuk, Ashley Blazer, aki szociális munkásként és divattervezőként dolgozik, 1981-ben született.
Első házasságából született fia, Beau Biden hadbíróként szolgált az iraki háborúban, majd Delaware főállamügyésze lett. 2015-ben agydaganatban hunyt el. Másik fia, Hunter Biden ügyvéd és lobbista lett.
2025 májusában Bidennél prosztatarákot diagnosztizáltak.

## Magyar vonatkozások
1977
Tom Lantos javaslatára Biden 1977-ben járt Magyarországon, feleségével a Balatonnál töltötték a nászútjukat. Ezután Lantosékkal együtt Budapestre is ellátogattak, amit röviden említett a Népszabadság is.
2020
Az amerikai elnökválasztáson szinte valamennyi európai miniszterelnök Biden győzelméért állt ki, kivéve Orbán Viktort és kormányát, akik nyíltan Trumpot támogatták. Sajtóorgánumok megjegyezték, hogy az olyan populista vezetők, mint a magyar vagy a lengyel miniszterelnök, Trump mögött sorakoztak fel, mert míg Biden külföldön is felszólal a demokrácia védelmében, Trump ezt nem teszi, hanem felkarolja az autokrata vezetőket. Biden korábban bírálta Magyarország vezetését (Lengyelországgal együtt), hogy a totalitárius rendszerek felé halad.

## Bibliográfia
- Biden, Joseph R. Jr.; Helms, Jesse. Hague Convention on International Child Abduction: Applicable Law and Institutional Framework Within Certain Convention Countries Report to the Senate. Diane Publishing (2000. április 1.). ISBN 978-0-7567-2250-0
- Biden, Joseph R. Jr.. Putin Administration's Policies toward Non-Russian Regions of the Russian Federation: Hearing before the Committee on Foreign Relations, U.S. Senate. U.S. Government Printing Office (2001. július 8.). ISBN 978-0-7567-2624-9
- Biden, Joseph R. Jr.. Administration's Missile Defense Program and the ABM Treaty: Hearing Before the Committee on Foreign Relations, U.S. Senate [archivált változat]. U.S. Government Printing Office (2001. július 24.). ISBN 978-0-7567-1959-3 [archiválás ideje: 2016. március 5.]
- Biden, Joseph R. Jr.. Threat of Bioterrorism and the Spread of Infectious Diseases: Hearing before the Committee on Foreign Relations, U.S. Senate. U.S. Government Printing Office. ISBN 978-0-7567-2625-6
- Biden, Joseph R. Jr.. Examining The Theft Of American Intellectual Property At Home And Abroad: Hearing before the Committee on Foreign Relations, U.S. Senate. U.S. Government Printing Office (2002. február 12.). ISBN 978-0-7567-4177-8
- Biden, Joseph R. Jr.. Halting the Spread of HIV/AIDS: Future Efforts in the U.S. Bilateral & Multilateral Response: Hearings before the Comm. on Foreign Relations, U.S. Senate. Diane Publishing (2002. február 14.). ISBN 978-0-7567-3454-1
- Biden, Joseph R. Jr.. How Do We Promote Democratization, Poverty Alleviation, and Human Rights to Build a More Secure Future: Hearing before the Committee on Foreign Relations, U.S. Senate. U.S. Government Printing Office (2002. február 27.). ISBN 978-0-7567-2478-8
- Biden, Joseph R. Jr.. Hearings to Examine Threats, Responses, and Regional Considerations Surrounding Iraq: Hearing before the Committee on Foreign Relations, U.S. Senate. U.S. Government Printing Office (2002. augusztus 1.). ISBN 978-0-7567-2823-6
- Biden, Joseph R. Jr.. International Campaign Against Terrorism: Hearing before the Committee on Foreign Relations, U.S. Senate. Diane Publishing. Diane Publishing (2003. január 1.). ISBN 978-0-7567-3041-3
- Biden, Joseph R. Jr.. Political Future of Afghanistan: Hearing before the Committee on Foreign Relations, U.S. Senate. Diane Publishing (2003. január 1.). ISBN 978-0-7567-3039-0
- Biden, Joseph R. Jr.. Strategies for Homeland Defense: A Compilation by the Committee on Foreign Relations, U.S. Senate. Diane Publishing (2003. szeptember 1.). ISBN 978-0-7567-2623-2
- Biden, Joseph R. Jr.. Promises to Keep. Random House (2007. július 31.). ISBN 978-1-4000-6536-3 és puhakötésű: ISBN 978-0-8129-7621-2
- Biden, Joseph R. Jr.. Promise Me, Dad: A Year of Hope, Hardship, and Purpose. Flatiron Books (2017. november 14.). ISBN 978-1-250-17167-2

## Fordítás
- Ez a szócikk részben vagy egészben  a   Joe Biden című angol Wikipédia-szócikk fordításán alapul.  Az eredeti cikk szerkesztőit annak laptörténete sorolja fel. Ez a jelzés csupán a megfogalmazás eredetét és a szerzői jogokat jelzi, nem szolgál a cikkben szereplő információk forrásmegjelöléseként.